# Himantura hortlei
Himantura hortlei är en rockeart som beskrevs av Last, Manjaji-Matsumoto och Kailola 2006. Himantura hortlei ingår i släktet Himantura och familjen spjutrockor. IUCN kategoriserar arten globalt som sårbar. Inga underarter finns listade i Catalogue of Life.